# Comté de Pyrmont

Armes de Pyrmont.

Le comté de Pyrmont (en allemand : Grafschaft Pyrmont) est un territoire du Saint-Empire romain germanique. Le comté devient une principauté au XVIIIe siècle.

## Histoire
Le comté est créé en 1194. En 1494, il passe à la Maison de Spigelberg puis, en 1557, à celle de Lippe et, en 1583, à celle de Gleichen et, enfin, en 1625, à celle de Waldeck. Le prince-évêque de Paderborn le conteste. En 1668, le comte de Waldeck est confirmé dans ses droits mais cède, en compensation, le bailliage de Lügde au prince-évêque.
En 1712, le comte de Waldeck est élevé au rang de prince. Il prend le titre de prince de Waldeck et Pyrmont. Entre 1805 et 1812, la principauté de Pyrmont est séparée de celle de Waldeck. En 1812, elles sont réunies. À partir de 1868, la principauté est administrée par la Prusse. Le 13 novembre 1918, le prince Frédéric abdique. La principauté de Waldeck et Pyrmont devient un État libre.
En 1921, après un plébiscite, le cercle de Pyrmont est cédé à l'État de Prusse qui l'incorpore dans la province de Hanovre. En 1922, le cercle est réuni à celui de Hameln pour former celui de Hameln-Pyrmont. Après la Seconde guerre mondiale, il fait partie de la zone d'occupation britannique. En 1946, il fait partie du Land de Hanovre puis de Basse-Saxe.

## Territoire
Le comté comprenait : Baarsen, Eichenborn, Großenberg, Hagen, Holzhausen, Kleinenberg, Löwensen, Neersen, Pyrmont, Ösdorf, Thal.